# Raft Island (Washington)
Raft Island es un lugar designado por el censo ubicado en el condado de Pierce en el estado estadounidense de Washington. En el año 2010 tenía una población de 459 habitantes.

## Geografía
Raft Island se encuentra ubicado en las coordenadas 47°19′44″N 122°40′8″O / 47.32889, -122.66889.